# Perfect World
A Perfect World (kínai írással: 完美世界, pinjin: Wánměi Shìjiè, magyaros átírás: Vanmej Sicsie; röviden PW) egy fantasy jellegű MMORPG, a kínai Beijing Perfect World fejleszti. A játéknak több verzióját is kiadták, az eredeti maláj (röviden MY és MY-EN az angol verzió) mellett igen sikeres a Perfect World International (PWI), amely főleg az észak-amerikai játékosokat célozza meg, valamint elindult 2008-ban az európai szervernek kikiáltott Perfect World Multilanguage Service (PW-MS) nyílt bétatesztje. A nevek többféleképpen szerepelnek a cikkben, mivel a leírás szerverfüggetlenül készült, de a fordítások az egyes szervereken eltérőek.

## A játék világa
A játék alapvetően fantasy alapú, erős távol-keleti behatásokkal. A Pangu nevű világon játszódik, amelyet magára hagyott a teremtő istene, így a hősöknek (a játékosok) kell megmenteniük azt az egyszer már elűzött rancor erőitől.
Alapvető jelentőségű benne a repülés, amelyre (egy idő után) mindenki képes.

### Városok
A játékban két fő, és négy nagyobb város valamint számtalan kisebb falu, település található. A városok összefüggnek a területi harcokkal: minél fontosabb a város, annál nehezebb megszerezni a területet amelyen fekszik, és annál nagyobb bevételt biztosít.

## Játékrendszer

### A karakter
A karaktert a kasztja (és az ezzel együtt járó faja), négy alaptulajdonsága és szintje határozza meg, minden más számított érték.

#### Fajok és Kasztok
A fajok és kasztok szorosan összefüggnek, a nyolc kasztból minden fajhoz kettő tartozik, egy fizikai és egy mágikus.

##### Emberek(Humans)
Külsőre nem különböznek egy mai embertől. Repülésre (30. szinttől) különféle kardokat használnak.
- Harcos (Warrior, Blademaster)

A Harcos az emberek fizikai kasztja, közelharcorientált. Sokféle fegyvert használhatnak, kardokat, szálfegyvereket, fejszéket és kalapácsokat. A Harcos sokoldalú karakter, de legfőképpen sebzésbevitelre (DD, Damage Dealer) és PvP (játékos játékos ellen – Player versus Player) harcra alkalmas, bár sok életereje (HP) és fizikai védelme (pdef) miatt másodlagos tanknak is kiváló.
- Varázsló (Mage, Wizard)

A Varázsló az emberek mágikus kasztja. Varázslatai lassúak, ennek ellensúlyozásaként nagy sebzést osztanak ki. Néhány védelmi és egy azonnali gyógyító varázslatától eltekintve csak sebzést kiosztó képességei vannak, így egyértelműen DD kaszt. Ha az első csapást be tudja vinni, könnyen kiiktat bárkit PvP-ben, de nagyon sérülékeny. Fegyverként csak mágikus eszközt használhatnak.

##### Elvadultak (Beastkind,Untamed)
Humanoid lények, erős állati beütésekkel. A hímek és a nőstények között alapvető különbségek vannak; míg az előbbiek két lábon járó állatnak néznek ki (oroszlán, farkas, tigris vagy panda), az utóbbiak alapvetően emberformájúak, csak a fejükön ékeskedik valamiféle állati jelző, és esetleges farkuk utal az eredetükre (ők róka, nyuszi, denevér és szarvas közül választhatnak). Repülni 30. szinttől képesek különböző állatok hátán (többféle rája, lúd, főnix).
Két kasztjuk a Barbár és a Vérróka.
- Barbár (Barbarian, Werebeast)

A fizikai kaszt, fegyverük a fejszék, szálfegyverek és buzogányok. Közelharci kaszt, a legjobb tank a játékban. 9-es szint felett képes hatalmas fehér tigrissé átváltozni, ez tovább növeli tankolási képességeit. Sok HP és nehézvértezet jellemzi, valamint PvP-ben kellemetlen ellenfél, mivel rengeteg életerejét nehéz leverni.
- Vérróka (Venomancer, Werefox)

Egy Venomancer két irányba fejleszthető. 9-es szinttől át tud alakulni rókává. Ilyenkor megnő a kitérése és a fizikai védelme. Róka formában tankot lehet fejleszteni belőle, ilyenkor fizikai sebzést okoz támadásaival. Ha viszont varázslónak fejlesztjük, akkor a mágikus védelmünk lesz nagy és varázslatainkkal mágikus sebzést okozunk. A Venomancer állandó társa valamilyen állat, aki a támadásban segíti. Csak a Veno.-nek lehet támadó pet-je. Őket tudja gyógyítani, újraéleszteni és befogni.

##### Szárnyas Elfek(Winged Elves)
Az elfek általában vékonyabbak az embereknél, és kis szárnyak helyezkednek el a fülük mögött. Az elfek az egyetlen faj, amely első szinttől tud repülni, erre különböző cserélhető szárnyakat használnak. A játékos az elfekkel az Íjász (Elf Archer) és a Pap (Elf Priest, Cleric) kasztok közül választhatnak.
- Íjász

Az Íjász az elfek fizikai kasztja, szeretnek minél messzebbről lőni az ellenfelekre fegyverükkel, ami lehet íj, nyílpuska vagy csúzli. Egyértelműen DD kaszt, és PvP-ben is nagyon jól szerepel. Fejükön három kisebb szárny ékeskedik.
- Pap

Az elfek mágikus-, és a játék legjobb támogató (support) kasztja a Pap, erős gyógyító képességekkel rendelkezik, valamint a támadásai is erősek, bár ritkán van alkalma ezeket használni csapatban. Mágikus fegyverekkel támogatják a képességeiket.

#### Alaptulajdonságok[1]
A négy alaptulajdonság az Kitartás, Erő, Intelligencia és Ügyesség.
Ezek alapértéke 5, minden szintlépéskor összesen újabb 5 pontot lehet elosztani közöttük. Az elosztás alapjaiban meghatározza, ki milyen felszerelést tud magára venni, illetve hogy alakul a maximális életereje és manája. Az, hogy mi miből mennyit ad, kasztfüggő.

##### Kitartás (Vit)
Nem szerepel egy felszerelés követelményeiben sem, de mivel a kitartás határozza a maximális életerő mennyiségét, fontos tulajdonság. Beleszámít még a hp töltődésének sebességébe, és valamelyest a védelmeket is növeli.

##### Erő
Az erő alapvető a közelharci kasztoknál, mivel fizikai védelmet és támadást ad, valamint a nehéz vértjeik viseléséhez is ez a legfontosabb tulajdonság, de valamekkora erő minden vért viseléséhez szükséges.

##### Intelligencia
A mágus vérteket hordóknak fontos, mivel minden szinten legalább három pont kell, hogy az aktuális vértet hordani tudja. Növeli a maximális manát, a mana töltődési sebességét valamint az alap mágikus támadás értékét is ez határozza meg.

##### Ügyesség
A könnyű vértezethez, és valamennyire a nehézhez is szükséges tulajdonság. Az Íjászoknak alapvető fontosságú, mivel ez határozza meg a távolsági (fegyverrel végrehajtott) támadások erejét. Ezen kívül növeli a támadások találati és elkerülési esélyét. Ezen kívül növeli a kritikus találat esélyét is, ezért érdemes lehet pontot rakni erre a mágikus kasztoknak is, mivel amúgy a mágikus támadások mindig betalálnak.

### Felszerelés
A játékos felszerelése nagy mértékben befolyásolja a számított értékeit, valamint az alaptulajdonságok határozzák meg, milyen felszerelést képes hordani.
Szigorú értelemben véve felszerelés a Nyaklánc, Medál, Köpeny, két darab Gyűrű, Sisak, Karvédő, Felső páncél, Alsó páncél, Lábbelik és a Fegyver. Ide vehetjük még a hierokat, a repülési eszközöket valamint a funkciót nem betöltő, divat ruházatokat.
Minden felszerelésnek van egy szintje, az adott szintű felszerelések általában kinézetre összetartozóak. A felszereléseknek ezen kívül lehet csillagja, minél több – maximum három -, annál jobb minőségű az adott dolog. Lehetnek speciális tulajdonságai, ezek kékkel jelennek meg az általános adatok alatt, valamint lehet plusszolva, ekkor a neve mellett jelenik meg hogy +n, n legfeljebb 12. Ennek felszerelésfajtától függő a hatása. Lehet bennük foglalat (szoket), amelybe lélekköveket lehet beletenni, további hatásokat hozzáadva az adott dologhoz.
A vértezetekből három fajta van: nehéz-, könnyű- és mágus vért. Minden vért ad mágikus és fizikai védelmet is, a nehéz inkább fizikait, a mágus inkább mágikusat, a könnyű valahol félúton.
A gyűrűk alapvetően a támadást segítik, mágikus és fizikai fajtája van csak.
A gyűrűk HP-t vagy manát adnak alapesetben.
Felszerelést lehet venni vagy csinálni. Az NPC-től vett felszerelés a legrosszabb minőségű. Ezután jönnek azok a felszerelések, melyeket mi magunk csinálunk ezeknél az NPC-knél (pl. ékszereket Jeweller-nél, páncélt Tailor-nál lehet csinálni). Készíthetünk HH-s (Holy Hall) és moldos felszerelést is. A HH-s felszereléshez különleges anyagokat kell szereznünk, ami nem egyszerű feladat. Moldos felszereléshez kell ugye egy mold. Minden egyes felszerelésnek van egy moldja amiből előállítható, ezeket meg lehet venni (jó drágán). Emellett kellenek hozzá még más anyagok is melyeket a világból beszerezhetünk. A HH-s felszerelés valamivel jobb, mint a moldos, nem hiába, nehezebb is összeszedni. Vannak még a Frost Walk-os és a Crescent Valley-s felszerelések. Az anyagokat szintén nehéz összeszedni hozzájuk, de érdemes az időt rááldozni.
(Frost Walk és Crescent Valley olyasmi helyek, mint az fb-k. Erősebb szörnyeket kell ölnünk, mint a világban.)

#### Hiero
Hieroból három fajta van: a támadást segítők, melyeket akárki legyárthat megfelelő szakértelemmel, ezek az adott (mágikus vagy fizikai) támadást segítik, darabszámuknak megfelelő alkalommal, és a manát vagy HP-t töltők. Ez utóbbiakat csak valódi pénzért, vagy másoktól lehet beszerezni, és nagyban hozzájárul a játék gazdaságának mozgásban tartásához. Ezek a hierok berántanak, ha az adott érték (HP vagy mana) egy adott százalék alá esik (HP esetén ez 50%, manánál 75%), és maximumra töltik azt, csökkentve a beléjük helyezett töltést. Ez nem jelent halhatatlanságot, mivel van egy újratöltődési idejük, amely alatt nem rántanak.

#### Repülés
Minden karakter karakterlapján van egy cella, amelyben a repüléshez szükséges eszközt tartja. Ezek cserélhetők, a játékban sokféle ilyen szerkezet van, gyorsabbak és lassabbak. Egy bizonyos értéket ad mindegyik a használója alapsebességéhez, és ez lesz a repülési sebesség. Lehet őket tovább gyorsítani, üzemanyag kristályok behelyezésével, amelyet elégetve egy második, általában nagyobb értékkel növeli meg a sebességet.

### Cultivation
A játékban minden karakternek van egy kultivációs (culti, kulti) szintje. Minden megtanulható képességhez szükséges egy bizonyos szint elérése. Ennek fejlesztésére minden tizedik szinten kap lehetőséget a játékos, a kilencre végződő szinteken (9, 19, ...). Az első ilyen kivételével minden fejlődésnél lehetőséget kap a játékos úgynevezett fb véghezvitelére, ezek speciális insták, amelyeknél egy iron blood tablet nevű tárgy segítségével extra tapasztalati pont szerezhető.

### Guildek
A játékban bármely, 20. szintet elért alapíthat guildet (fraction, frakció) (céhet), ehhez 100.000 aranyra van szüksége. Ekkor létrejön egy egy tagú guild, amelynek ő a guild mastere.
A guildnek létrejön a guild lapja, ami tartalmaz egy listát a tagokról, azok rangjáról, szintjéről, kasztjáról, és az online státuszáról, valamint egy manifesto-nak nevezett, rövid szöveget tartani képes guild-üzenetet. Bármely oszlop szerint rendezhető a táblázat. Ez stabil rendezés, azaz egyenlőség esetén megtartja az elemek sorrendjét, így könnyen beállítható másodlagos, harmadlagos rendezési szempont is (például három kattintással előállítható az online (1.) papok (2.) szintsorrendje (3.)).

#### A rangok
Egy guild tagjának ötféle státusza lehet, jogok szerint csökkenő sorrendben: Guild Master (GM), Vice Guild Master (VGM), Commander, Captain és Member. Mindegyik rétegnek más-más jogai vannak a guild adminisztrációban.
GM-ből pontosan, VGM-ből legfeljebb egy van, a többi a guild szintjétől függ.

##### A jogokról
Mindenki önként lemondhat a jogairól, visszalépve ezzel a szinthierarchiában, illetve mindenkinek jogában áll kilépni a guildből. Ezen kívül lehetőség van kinevezésre, lefokozásra, kirúgásra, meghívásra illetve a guild manifestojának módosítására.

##### A guildek szintjei
Minden guildnek van szintje, ez egy, kettő vagy három. Létrehozás után minden guild első szintű, két millió arany segítségével lehet második, tíz millióért pedig harmadik szintű. A guild szintje befolyásolja, hogy hány tag lehet a guildben. Első szintű 50, második 100, harmadik 200 tagot bír el.

### Territorial War[2]
A játék egyik legfontosabb lehetősége a területszerző harcok (TW). A térképnek van egy speciális, Kingdom map nézete, melyen tartományokra van osztva a királyság, amelyek felett tulajdonjogot lehet szerezni a guildeknek. Ez azzal jár, hogy a terület szintjétől függő heti bevételt kap a guild vezetője ((3 – terület szintje + 1)*10 millió), valamint a town portal képességgel ingyen tud teleportálni az adott terület teleporteréhez.
A területek megtámadásához licitálni kell azokra, a licit szerda estétől csütörtök estig tart.
A harc egy négyzet alapú, alacsony (a maximális magasság viszonylag kicsi, mivel a játék fontos eleme a repülés, ez lényeges érték) területen folyik, két sarkában egy-egy bázis, három út köti össze őket. Minden TW maximum három óráig tart, ezalatt kell győzelmet elérnie a támadó guildnek, egybként a védők nyernek.
A TW-k idejét a licit lezárásakor sorsolja a gép, harcok lehetne péntek, szombat, vasárnap este valamint szombat és vasárnap délután és reggel, ilyen sorrendben.
A harctéren nem lehet tapasztalatot, felszerelést veszíteni, a hierok működnek.
Szerverindításkor egyik területnek sincs tulajdonosa, ilyen terület ellen a harc mobok és bossok ellen megy. Később, amikor a guildek egymást támadják, mindketten egy-egy kristályt kapnak a bázisukba, ha az egyik guildnek sikerül lerombolni a másikét, akkor győzött.

## Külső hivatkozások
- A MY-EN verzió hivatalos honlapja
- Az európai verzió hivatalos honlapja
- Az International verzió hivatalos honlapja
- Fejlesztő cég honlapja
- PW Database